# Гринбрајер (Арканзас)
Гринбрајер (енгл. Greenbrier) град је у америчкој савезној држави Арканзас.

## Демографија
По попису из 2010. године број становника је 4.706, што је 1.664 (54,7%) становника више него 2000. године.
| Група             | 2000.         | 2010.         |
| Белци             | 2.948 (96,9%) | 4.360 (92,6%) |
| Афроамериканци    | 18 (0,6%)     | 37 (0,8%)     |
| Азијати           | 2 (0,1%)      | 25 (0,5%)     |
| Хиспаноамериканци | 30 (1,0%)     | 160 (3,4%)    |
| Укупно            | 3.042         | 4.706         |